# Fita cassete
A fita cassete(pt-BR) ou cassete áudio(pt-PT?) (do inglês compact cassette), ou simplesmente cassete, abreaviado K7, é um padrão de fita magnética para gravação de áudio lançado oficialmente em 1963, invenção da empresa neerlandesa Philips.
O cassete era constituído basicamente por dois carretéis, a fita magnética e todo o mecanismo de movimento da fita alojados em uma caixa plástica. Isso facilitava o manuseio e a utilização, permitindo que a fita fosse colocada ou retirada em qualquer ponto da reprodução ou gravação sem a necessidade de ser rebobinada como as fitas de rolo. Com um tamanho de 10 cm x 7 cm, a caixa plástica permitia uma enorme economia de espaço e um excelente manuseio em relação às fitas tradicionais.
O audiocassete ou fita cassete foi uma revolução, difundindo tremendamente a possibilidade de se gravar e se reproduzir som. No início, a pequena largura da fita e a velocidade reduzida (para permitir uma duração de pelo menos 30 minutos por lado) comprometiam a qualidade do som, mas recursos tecnológicos foram sendo incorporados ao longo do tempo tornando a qualidade bastante razoável. Recursos como: novas camadas magnéticas (Low Noise, Cromo, Ferro Puro e Metal), cabeças de gravação e reprodução de melhor qualidade nos aparelhos e filtros (Dolby Noise Reduction) para redução de ruídos.
Os primeiros gravadores com áudio-cassete da Philips já eram portáteis, mas no final da década de 1970 com a invenção do Walkman pela Sony, um reprodutor cassete supercompacto de bolso com fones de ouvido, houve a explosão do som portátil e individual.
Um formato digital foi criado na década de 1980 pela então companhia DEC (atual HP), chamado Digital Linear Tape, ou Fita Cassete Digital ECMA, usando uma fita linear na forma de serpentina, que registrava dados com o sistema de gravação com fase simétrica, usado em backup de grande quantidade de dados.

## História

### Antes da fita cassete

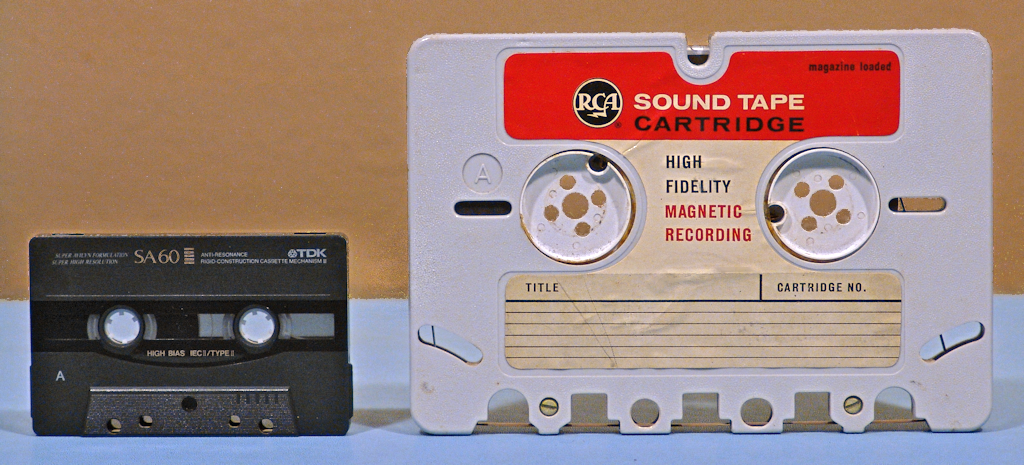
Fita cassete ao lado da antiga fita RCA introduzida em 1958.

Em 1935, décadas antes da introdução da fita cassete, a AEG lançou o primeiro tape deck de rolo (em alemão: Tonband), com o seu nome comercializado como "Magnetophon", baseado na invenção da fita magnética (1928) de Fritz Pfleumer, que utilizou tecnologia similar, mas com os rolos expostos (com uma fita foi desenvolvida pela BASF). Esses dispositivos eram muito caros e relativamente difíceis de utilização, e eram utilizados apenas por profissionais em emissoras de rádio e estúdios de gravação. Para uso pessoal, o gravador de fita não foi muito comum, tendo sido deixado de lado na década de 50; com preços entre 700 e 1 500 MA, essas máquinas eram muito caras para o mercado em massa, e a construção de seu tubo a vácuo os fez muito difícil de manuseio. No começo de 1960, no entanto, os pesos e preços caíram quando os tubos a vácuo foram substituídos por transistores. Gravadores de deck de rolo se tornaram algo mais comum no uso caseiro, apesar de que eles ainda sim eram presentes em uma pequena quantidade de casas com gravadores de longa duração.
Em 1958, após quatro anos de desenvolvimento, a RCA Victor desenvolveu a fita RCA estéreo, de quatro polegadas, reversível. No entanto, ele era um cassete extenso (5" x 7", ou cerca de 13 cm x 18 cm), e só continha algumas fitas pré-gravadas. Apesar das suas muitas versões, este falhou.

### O começo

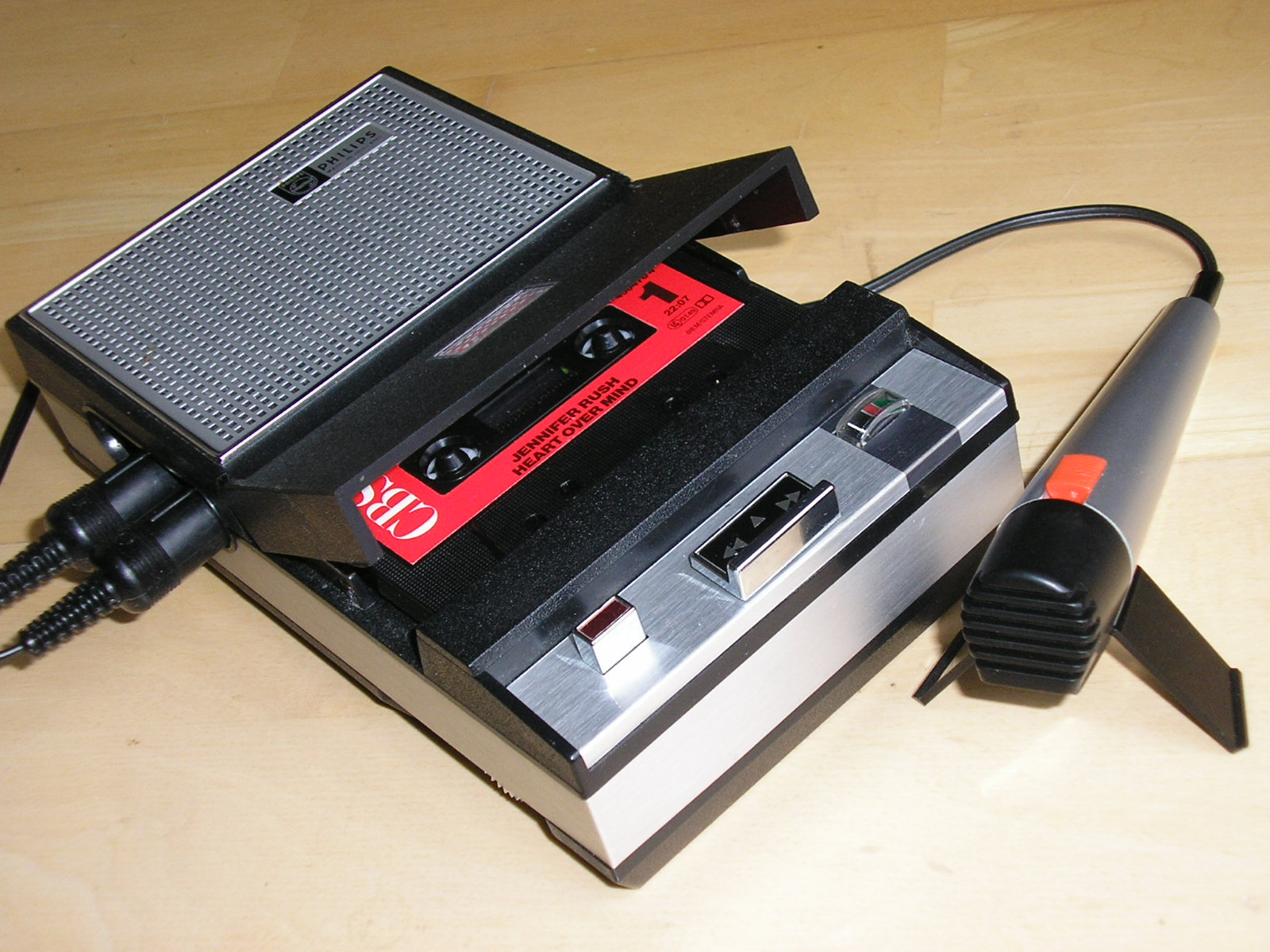
Um dos primeiros gravadores de cassete (portáteis) da Philips, o Typ EL 3302 (1968)

Previstos originalmente como meio para ditado e uso como gravador de som prático e portátil, a qualidade dos primeiros reprodutores não era muito adequada para música. Além disso, os primeiros modelos tinham falhas na mecânica. Porém, rapidamente as falhas foram sanadas, diversos modelos produzidos, e alguns foram incorporados aos receptores portáteis de rádio. Assim as melhoras na qualidade de som fizeram com que o cassete suplantasse a gravação da fita de rolo na maioria de seus usos domésticos e profissionais. É preciso lembrar também que, na metade da década de 1960, o consumo da música explodiu, logo uma forma prática de se gravar e ouvir música foi o ideal para um público jovem.
A produção em massa dos cassetes compactos de áudio começou em 1964, em Hanôver, Alemanha. Os cassetes de música pré-gravada, também conhecidos comercialmente como "musicassetes" (MC), foram lançados na Europa no final de 1965. Nos Estados Unidos, em 1966, com uma oferta inicial de 49 títulos pela Mercury Record Company, uma filial norte-americana da Philips.
Em 1971, a empresa Advent Corporation introduziu seu modelo 201, que combinou a redução de ruídos Dolby tipo B com uma fita de dióxido de cromo (CrO2) cuja coercitividade (capacidade de reter a informação magnética) era muito maior que o óxido de ferro resultando em um som com menos chiado de fundo (hiss). O resultado tornava o cassete mais apto para o uso musical e o começo da era dos cassetes e reprodutores de alta fidelidade.

### O auge

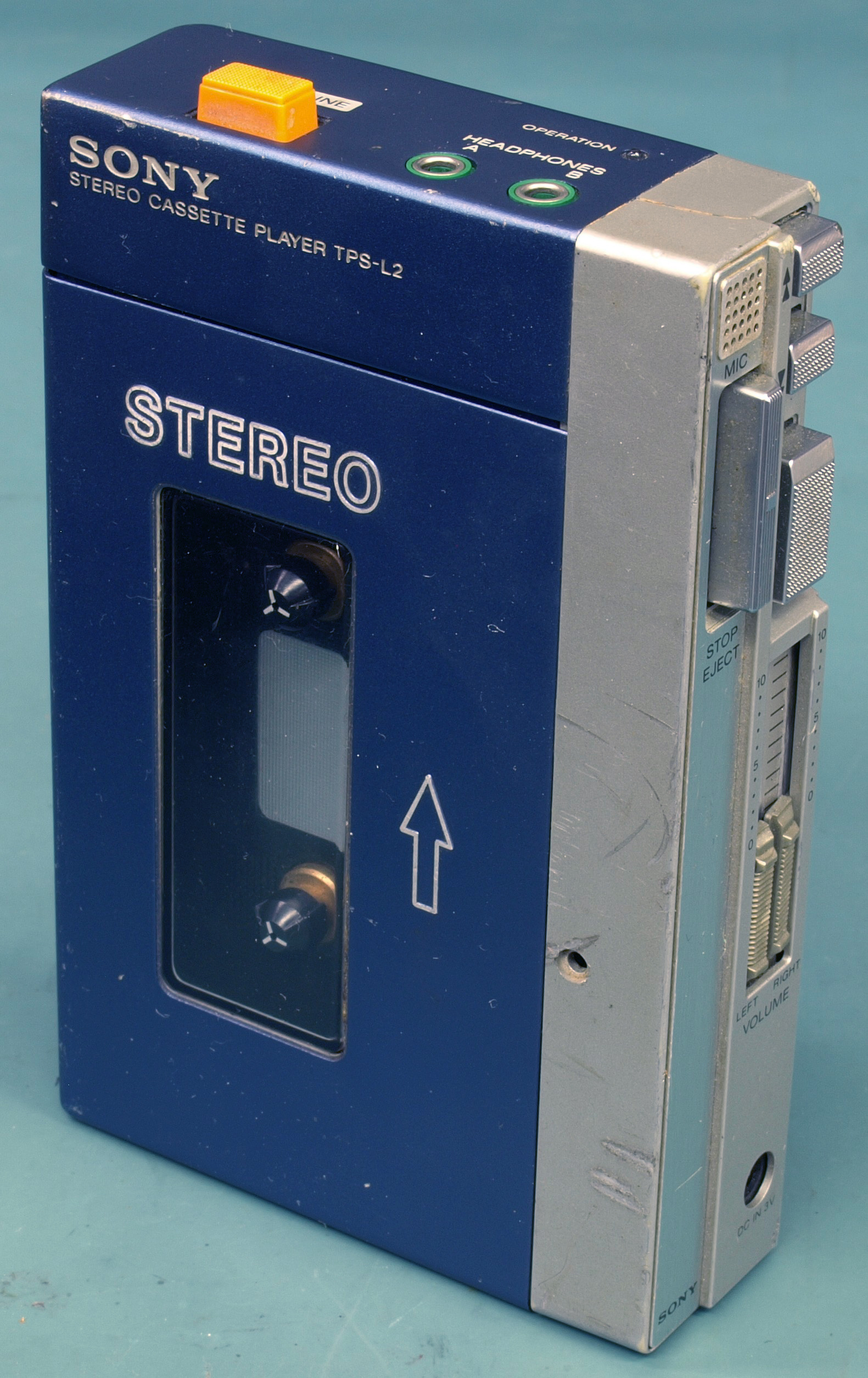
Primeiro modelo da linha Walkman, introduzida em 1979.

Entre a década de 1970 e os meados da década de 1990, o cassete era um dos dois formatos mais comuns para a música pré-gravada, junto aos discos de vinil (compactos e LPs). A venda de conjuntos integrados (no Brasil, "3 em 1") com receptor FM, toca-discos para vinil e gravador cassete fizeram com que houvesse uma tremenda difusão nas fitas gravadas domesticamente: cada um podia fazer a sua seleção de músicas das rádios ou dos discos.
Durante a década de 1980, a popularidade do cassete se manteve como resultado dos gravadores portáteis de bolso e dos reprodutores pessoais como o Walkman da Sony, cujo tamanho não era muito maior do que o do próprio cassete e que permitia a música ser levada "dentro do seu bolso".
À parte dos avanços puramente técnicos dos cassetes, estes também serviram como catalisadores para o câmbio social. Sua durabilidade e facilidade de cópia ajudaram na difusão da música underground e alternativa, bem como no intercâmbio musical entre o então "Ocidente" e a "Cortina de Ferro" (países socialistas) trazendo a música underground rock e punk e levando o rock ocidental.
Importante notar que o audiocassete é um suporte analógico, embora a Sony desenvolvesse um possível sucessor digital no final da década de 1980, chamado Digital Audio Tape (DAT), bem como outros desenvolveram posteriormente outros formatos digitais baseados em fita, como o Digital Compact Cassete (DCC) de 1993 da Philips e Basf, que registra muitos bits de informação semelhante ao antigo disquete.

### Decadência
Em muitos países ocidentais, o mercado de cassetes entrou em sério declive após o seu auge no final da década de 1980. Isto notou-se particularmente com os cassetes pré-gravados, cujas vendas foram superadas pelas dos CDs durante a década de 1990.
Em 2001, os cassetes constituíram somente 4% de toda a música vendida nos Estados Unidos. Não obstante, no final da década de 2000, os cassetes virgens ainda estavam sendo produzidos.
Muitas companhias fabricantes do audiocassete deixaram de produzi-lo no final da década de 2000, já que este tem sido fortemente desbancado pelos meios digitais com os reprodutores de MP3, cuja mídia pode ser um CD, cartão de memória ou DVD com uma qualidade de som superior e maior duração.
Apesar da disponibilidade ampla dos meios de alta fidelidade, os cassetes também seguem sendo populares para usos específicos incluindo áudio para carro e outros ambientes difíceis em países em desenvolvimento. Os reprodutores de cassetes são tipicamente mais resistentes a poeira, calor e choques do que a maioria dos meios digitais (principalmente CDs). Ainda que os gravadores digitais de voz atualmente sejam mais populares, os gravadores de cassete (e até mesmo microcassete) tendem a ser mais baratos e de qualidade suficiente para tomar notas em palestras, aulas, reuniões, etc. Ainda vendem-se em cassete audiolivros, mensagens religiosas e outros materiais falados. Enquanto a maioria dos editores vendem audiolivros em CD, geralmente também oferecem uma versão em cassete a um preço mais baixo. Além disso, a produção dos cassetes continua em nichos musicais específicos, como músicos alternativos ("indies") e progressistas e para ensino de idioma em países como Coréia do Sul.

## Tipos de fitas

### Por duração

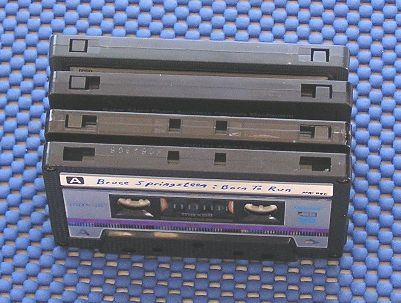
Indicadores de tipos de fitas cassete.

O cassete, dependendo do comprimento da fita, permite diversas durações de gravação. Precisamente, o nome da fita já indica a sua duração, como C-60 (60 minutos, 30 para cada lado).
Quanto maior o comprimento, mais fina é a fita, a fim de que ocupem o mesmo espaço do cartucho que as de menor comprimento. Quanto mais finas as fitas, pior é a adaptação às da própria caixa, o que pode provocar um mau contato cabeçote-fita, que pode fazer com que a fita se enrosque, podendo danificar o toca fitas.
Os fabricantes desaconselham energicamente o uso das C-120 e, em menor escala, as C-90.
As fitas que estão (ou estiveram) disponíveis no mercado são:
- C-5 (usada mais como fita de demonstração);
- C-7 (idem)
- C-30;
- C-46;
- C-50;
- C-54;
- C-60 (mais usada até hoje);
- C-64;
- C-70;
- C-74;
- C-80;
- C-90 (outra muito usada);
- C-100;
- C-110;
- C-120;
- C-150;
- C-180.

### Por material magnético

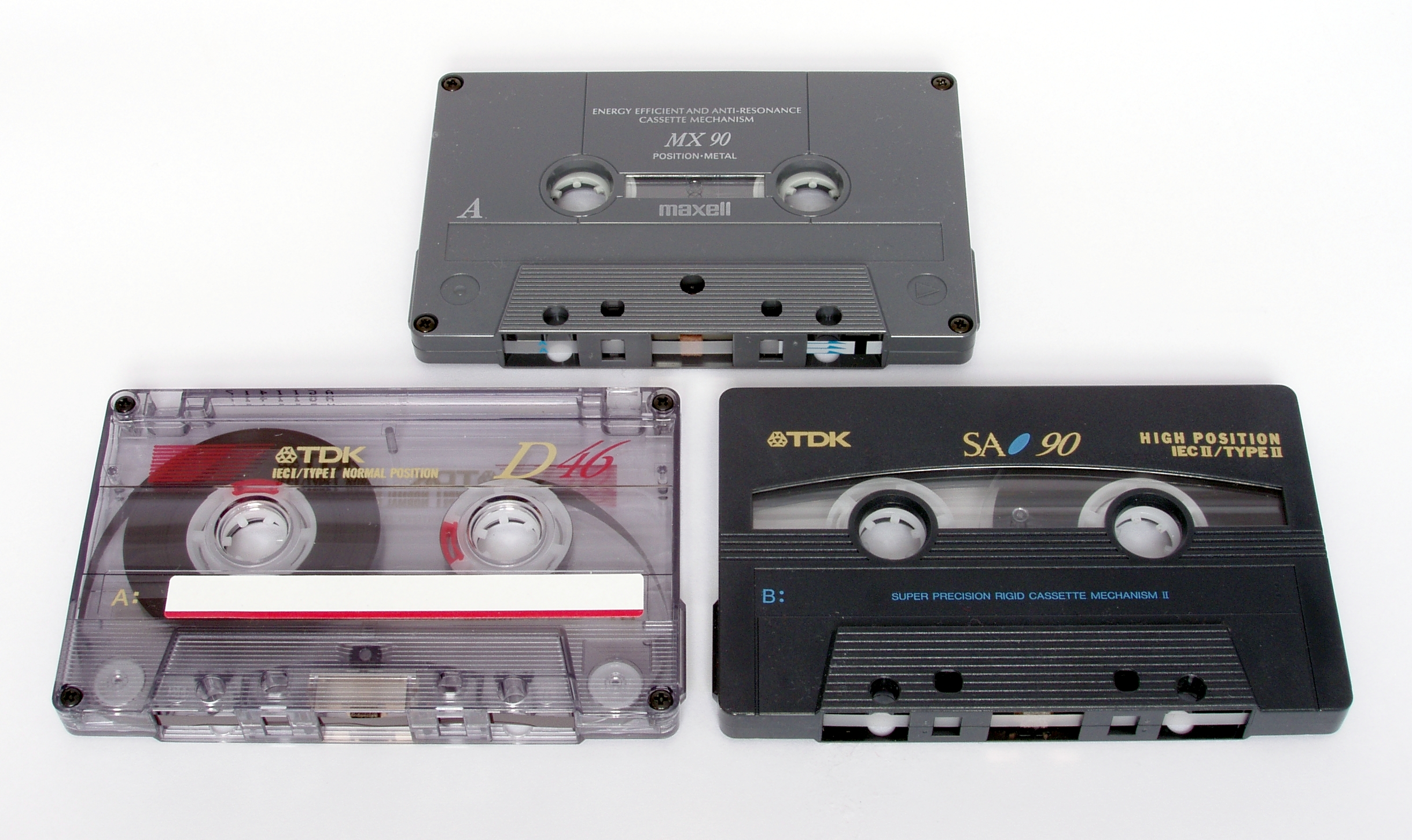
Cassetes de diferentes qualidades e tempos de duração. A fita no topo é uma Maxell MX (Tipo IV), da direita é uma TDK SA (Tipo II) e da esquerda uma TDK D (Tipo I).

Utilizam-se diversos tipos de material magnético para os cassetes. Cada um deles tem diferentes requisitos de polarização (bias) e equalização. Segundo este critério, podem-se distinguir quatro tipos de fitas:
- Fita IEC tipo I (normal): estão baseadas em óxido férrico (Fe2O3) e foi o tipo original de fitas. Usam uma equalização de 120 µs;
- Fita IEC tipo II: Por volta de 1970, a empresa Basf introduziu o dióxido de cromo (CrO2). Esse tipo de fita requer uma equalização de 70 µs;
- Fitas IEC tipo III: A Sony desenvolveu uma fita de camada dupla, utilizando ao mesmo tempo óxido férrico e dióxido de cromo. Chamou-se "ferrichrome" (FeCr). Estas fitas só estiveram disponíveis por um curto período de tempo na década de 1970;
- Fitas IEC tipo IV (metal): Também utilizam equalização de 70 µs e proporcionam novos avanços e melhoras na qualidade de som, assim como mais resistência ao desgaste.

A qualidade se reflete normalmente no preço, sendo as mais baratas as de tipo I. As fitas tipo II se consideram como de qualidade de som superior e as de tipo IV com qualidade máxima, podendo ser gravada com volumes superiores, melhorando assim a relação sinal/ruído.